# Адріан Попеску
Адріан Попеску (рум. Adrian Popescu, нар. 26 липня 1960, Крайова) — румунський футболіст, що грав на позиції захисника.
Виступав, зокрема, за клуб «Університатя» (Крайова), а також національну збірну Румунії.

## Клубна кар'єра
Народився 26 липня 1960 року в місті Крайова. Вихованець футбольної школи клубу «Університатя» (Крайова). 14 березня 1981 року він дебютував за першу команду в Дивізії A. З сезону 1983/84 Попеску став основним гравцем і грав за рідний клуб до 1992 року, вигравши в цей період два чемпіонати Румунії і три Кубка Румунії. 
У 1992 році Попеску виїхав за кордон і швейцарський клуб «Локарно» з другого дивізіону. Незважаючи на амбіції клубу, за три сезони команда так і не змогла вийти до Національної ліги А.
1995 році  Попеску повернувся в назад в Румунію у «Університатю» (Крайова), але не зміг стати основним гравцем і під час зимової перерви 1995/96 перейшов в інший клуб з рідного міста «Електропутере» (Крайова), що грав у другому дивізіоні, а на початку сезону 1996/97 і в третій крайовський клуб «Конструкторул». 
1998 підписав контракт з «Політехнікою» (Ясси) з Дивізії B, де у віці 38 років закінчив свою кар'єру після першого кола сезону 1998/99.

## Виступи за збірну
21 травня 1990 року дебютував в офіційних матчах у складі національної збірної Румунії в товариській грі проти збірної Єгипту. Того ж року у складі збірної був учасником чемпіонату світу 1990 року в Італії, проте на поле не виходив. Всього протягом кар'єри у національній команді, яка тривала усього 3 роки, провів у формі головної команди країни 7 матчів, забивши 1 гол.

## Титули і досягнення
- Чемпіон Румунії (2):

«Університатя» (Крайова): 1980-81, 1990-91
- Володар Кубка Румунії (3):

«Університатя» (Крайова): 1980-81, 1982-83, 1990-91